# Orthosia subcarnea
Orthosia subcarnea là một loài bướm đêm trong họ Noctuidae.